# Сфагнум Вульфа
Сфагнум Вульфа (Sphagnum wulfianum) — вид мохів порядку торфовикальних (Sphagnales).

## Поширення
Батьківщиною є Європа, Північна Америка, Азія.
Цей вид утворює невеликі килими й невеликі купини в хвойних болотах, особливо у вологих ялинниках, у яких росте на вологому мінеральному ґрунті, торфі й торф'яних купинах біля основи дерев. Рідше зустрічається на більш відкритих умовах у карликових чагарникових угрупованнях субарктичної зони або на зарослих вирубках, на низьких і помірних висотах.

## Характеристика
Листя гілок із хлорофільними клітинами часто зі слабкими сосочками на внутрішніх стінках.